# Sørlandet
Pour les articles homonymes, voir Sorlandet (homonymie).
Sørlandet est l’une des cinq grandes régions géographiques (landsdel) de la Norvège. Il correspond au sud du pays, et comprend le comté d'Agder.
Le nom de cette région n’apparut qu’en 1902, sous la plume de l’auteur local Wilhelm Krag. Auparavant, on la considérait comme faisant partie de Vestlandet.